# Шлезингер, Рудольф
Рудольф Бертольд Шлезингер (нем. Rudolf Berthold Schlesinger, 1909 — 10 ноября 1996) — немецко-североамериканский марксист-правовед, историк и теоретик права, «отец» сравнительного правоведения в США.

## Биография
Рудольф Шлезингер родился в Мюнхене в 1909 году. Его отец был американцем, поэтому Шлезингер получил двойное гражданство. В детстве он проявлял особые интеллектуальные способности, а также большой интерес к спорту и искусству. Он защитил докторскую диссертацию по коммерческому праву, получив степень юриста в Мюнхенском университете в 1933 году. Затем работал юристом в банке, который много лет назад был основан его предками. Он приобрел опыт работы в области финансов.
В 1938 году в результате усиления нацистского террора против евреев Шлезингер эмигрировал в США. Вскоре он поступил в Колумбийскую юридическую школу, где стал первым и, возможно, единственным редактором Columbia Law Review, не являющимся носителем английского языка. Он закончил обучение в 1942 году и начал работать помощником судьи Верховного суда Нью-Йорка. Некоторое время он работал в Milbank, Tweed, Hadley & McCloy, известной нью-йоркской юридической фирме; однако в 1948 году он занял наукой и начал преподавать в Корнеллской школе права, где позже стал профессором сравнительного правоведения.
Он также написал важные исследования гражданского процесса и международных деловых операций и руководил десятилетним международным исследовательским проектом по контрактам. В 1975 году он ушел в отставку в качестве почетного профессора и стал профессором юридического колледжа Гастингса Калифорнийского университета до выхода на пенсию в 1995 году.
Шлезингер и его жена Рут Хиршланд Шлезингер умерли 10 ноября 1996 года. Сан-Франциско, Калифорния, совершив двойное самоубийство.

## Книги
- Soviet Legal Theory: Its Social Background and Development. Londres, 1945
- Federalism in Central and Eastern Europe. Londres, 1945
- The Spirit of Post-War Russia: Soviet Ideology 1917—1946. Londres, Dobson, 1947
- The Family in the USSR: Documents and readings (Changing attitudes in Soviet Russia). Londres, Routledge and Kegan Paul, 1949
- Marx: His Times and Ours. Londres, Routledge and Kegan Paul, 1950
- Central European Democracy and Its Background: Economic and Political Group Organization. Routledge and Kegan Paul, 1953
- The Nationalities Problem and Soviet Administration: Selected Readings on the Development of Soviet Nationalities Policies. Londres, Routledge, 1956
- History of the Communist Party of the USSR, Past and Present. Bombay, Orient Longman, 1977